# Îles Watubela
Les îles Watubela sont un archipel d'Indonésie. Ce dernier est situé en mer de Banda dans l'est-sud-est du vaste ensemble insulaire des Moluques, entre l'île de Céram (à 97 km au nord-ouest) et les îles Kei (à 132 km au sud-est). L'archipel compte trois îles majeures : Watubela - d'une superficie de 3,9 km2 (au nord), Kasiui (au centre-nord) - la plus grande et d'une superficie de 31 km2, enfin Teor (au sud) - d'une superficie de 22,7 km2, auxquelles s'ajoutent un îlot à l'extrême nord et une petite île d'un kilomètre carré et demi au centre. Les côtes orientales des îles baignent la mer de Seram. L'île Watubela est aussi connue sous le nom Matabela.
Administrativement, l'archipel dépend du kabupaten de Seram Bagian oriental (en indonésien Kabupaten Seram Bagian Timur), dans la province des Moluques.